# Чарлін Моретт
Чарлін Моретт (англ. Charlene Morett, 5 грудня 1957) — американська хокеїстка на траві.
Бронзова призерка Олімпійських Ігор 1984 року.